# Nunatak Chetyrëhmetrovyj
Der Nunatak Chetyrëhmetrovyj (englische Transkription von russisch Нунатак Четырёхметровый Nunatak Tschetyrjochmetrowy, deutsch ‚Vier-Meter-Nunatak‘) ist ein Nunatak im ostantarktischen Mac-Robertson-Land. In den Framnes Mountains ragt er unmittelbar südlich der Nunataki Kroshki sowie südlich bis südwestlich des McNair-Nunataks in der Central Masson Range auf.
Russische Wissenschaftler benannten ihn. Der weitere Benennungshintergrund ist nicht überliefert.